# Supercoppa di Malta 2017
La Supercoppa di Malta 2017 è stata la 33ª edizione della Supercoppa maltese.
La partita si è disputata a Ta' Qali allo stadio nazionale tra Hibernians, vincitore del campionato, e Floriana, vincitore della coppa.
A conquistare il trofeo è stato il Floriana per 2-1, vincendo così il suo secondo titolo.

## Tabellino
| Arbitro: | Fyodor Zammit |

|  |           |                |
|  | Marcatori | 33’ Fontanella |